# Tatarska Wikipedija
Tatarska Wikipedija (tatarsko Татар Википедиясе) je tatarska jezikovna izdaja Wikipedije. Delovati je začela septembra 2003, trenutno ima 502.548 člankov, kar jo uvršča na 31. mesto med Wikipedijami glede na število člankov. Ta Wikipedija ima 6 administratorjev, 54.900 registriranih uporabnikov in 92 aktivnih uporabnikov.
Ocenjuje se, da kazaško tatarščino govori približno 5,2 milijona govorcev. Veliko jih živi v Rusiji in državah nekdanjih sovjetskih republik. Največja koncentracija govorcev je v Tatarstanu in Baškortostanu. Govorci tatarščine so prisotni tudi v Moskvi in Sankt Peterburgu in drugod po Rusiji. Tatarščina je največji manjšinski jezik v Rusiji.
V Tatarski Wikipediji se primarno uporablja cirilica. Vendar pa, za razliko od večine drugih jezikov, ki uporabljajo cirilico, nekateri članki uporabljajo latinično pisavo; v skladu s tem se ime jezika prikaže v stranski vrstici v obeh pisavah, kar uporabnikom omogoča lažjo navigacijo.
Eden najbolj dejavnih udeležencev in promotorjev Tatarske Wikipedije je Farhad Fatkullin, ki je bil proglašen za Wikimedijca leta 2018. Organizirana skupina urednikov iz  Baškirske Wikipedije z naslovom Wikigrannies včasih aktivno sodeluje pri urejanju Tatarske Wikipedije, saj sta si ta dva jezika zelo blizu in se pogosto prepletata v matičnih območjih.